# Bernardo Baraj
Bernardo Baraj (n. Bernal (Buenos Aires), Argentina, 19 de agosto de 1944) es un destacado músico, compositor, y saxofonista argentino, referente principal de la música de fusión del jazz, el rock, el tango y el folklore argentino. Entre los grupos que integró o formó se destacan Alma y Vida, Sanata y Clarificación, Banda Spinetta, el dúo Baraj-Barrueco, el trío Vitale-Baraj-González y el Quinteto Baraj.

## Biografía
Bernardo Baraj en Bernal, Provincia de Buenos Aires el 19 de agosto de 1944. A los 13 años se radicó con su familia en Capital. Estudia clarinete y saxo tenor, relacionándose con el mundo del jazz de Buenos Aires.
En mayo de 1964 integraba el grupo Los Tikis y participaron en el programa Escala Musical. Ese mismo año Rita Pavone visitó la Argentina, y fueron Los Iracundos la banda soporte que la acompañó, pero como Teddy Reno (manager) quería que además hubiese un saxo, sumó a Bernardo Baraj a Los Iracundos, realizando esa gira acompañando a Rita Pavone.
En 1966 es contratado por Sandro para tocar en La Cueva, un pequeño local originalmente dedicado al jazz, donde surgieron los primeros grupos de "rock nacional". Sandro lo contrata luego para integrar su banda durante cuatro años.
Impactado por el sonido de John Coltrane, Baraj adopta el saxo soprano, inusual en aquel momento y forma el primer grupo de free jazz argentino, el  Cuarteto Buenos Aires, junto a Gustavo Bergalli (trompeta), Adalberto Cevasco (bajo) y Néstor Astarita (batería). Alberto Favero lo convoca para integrar su Big Band, con la que graba la Suite Trane de Favero, en homenaje a John Coltrane.
En 1969 Leonardo Favio lo contrata para integrar su banda. Al año siguiente, los músicos de la banda de Favio se organizan como Alma y Vida (Baraj, Carlos Mellino, Alberto Hualde, Mario Salvador, Juan Barrueco y Carlos Villalba), que se constituyó en una banda histórica, la primera en fusionar el jazz y el rock, con letras en español. La banda tiene un amplio reconocimiento entre el público juvenil, grabando seis álbumes entre 1970 y 1974, con éxitos masivos como "Salven a Sebastián", "Hoy te queremos cantar" y "Del gemido de un gorrión". En 1976 se retira del grupo. En 2001 y 2003 Baraj vuelve a integrar Alma y Vida para realizar algunas presentaciones, y a partir de 2007 la banda de reúne definitivamente.
En 1972 fue convocado por Rodolfo Alchourron, con quien había estudiado armonía), para integrar el grupo Sanata y Clarificación, otro grupo musical clave para la fusión del jazz con el tango, con el que graba dos discos, en los siguientes dos años. En 1973 integra la Nebbias Band y participa en el álbum Muerte en la catedral de Litto Nebbia. Toca esporádicamente con Color Humano, banda de rock liderada por Edelmiro Molinari, y en 1978 integra la llamada Banda Spinetta liderada por Luís Alberto Spinetta durante su etapa jazzera.
En 1979 integró el grupo La Banda, liderado por el uruguayo Rubén Rada -recién radicado en Argentina- con Jorge Navarro (teclados), Luis Cerávolo (batería) y Ricardo Sanz (bajo). En 1980 graban un disco con el título del grupo que tuvo muy buena recepción.
Ese mismo año de 1980 forma un dúo con el guitarrista Juan Barrueco, con quien había fundado Alma y Vida una década antes. El dúo innovó considerablemente en el panorama de la música popular argentina y ganó reconocimiento, fusionando ritmos de jazz, rock, tango, candombe, milonga y bossa nova, vinculando compartimentos estancos que en aquellos años no se vinculaban. Ese año Baraj-Barrueco grabaron el álbum Nostalgias. En la misma línea de fusión, también integró el grupo del bandoneonista Dino Saluzzi, participando de la grabación del álbum Río Bermejo.
Por la misma época incursionó en la música clásica como integrante de la Orquesta Estable del Teatro Colón, bajo la dirección de Bruno Dástoli, interpretando "Romeo y Julieta" de Sergei Procofiev.
En 1985 formó el trío Vitale-Baraj-González, con Lito Vitale y Lucho González, que profundizó el estilo de fusión que venía desarrollando y alcanzó un amplio reconocimiento popular, ganando el premio Consagración en el Festival de Cosquín de 1986, con una revolucionaria versión del chamamé Merceditas.
En 1986 integra el trío Nebbia, Baraj , González. Junto a Litto Nebbia y Lucho González.
En 1991 formó su propio quinteto, Bernardo Baraj Quinteto, integrado por sus hijos Mariana Baraj (voz y percusión) y Marcelo Baraj (batería), y Gustavo Liamgot (teclados) y Miguel Cucchietti (bajo). El grupo grabó los álbumes Bernardo Baraj Quinteto (1991), Almita, folklore raíz (1995) y Milonga borgeana (1998), este última en homenaje a Jorge Luís Borges, con la banda integrada por Mariana Baraj, Marcelo Baraj, Alejandro Manzoni (piano) y Fernando Gallimany.
En 2004 compuso la banda de música del largometraje Trelew dirigido por Mariana Arruti, sobre la Masacre de Trelew, un asesinato de 16 guerrilleros cometido en 1972 en el penal militar de Trelew, durante la dictadura autodenominada Revolución Argentina. Ese mismo año graba el álbum Tangueando junto al contrabajista Alfredo Remus y al pianista Juanjo Hermida.

## Discografía (Álbumes)
- 1970 - Alberto Favero - Suite Trane
- 1971 - Alma y Vida, Volumen 1, RCA
- 1972 - Alma y Vida, Volumen 2, RCA
- 1973 - Alma y Vida, Del gemido de un gorrión, RCA
- 1973 - Alma y Vida, Volumen 3, RCA
- 1973 - Sanata y Clarificación - Sanata y Clarificación Volumen 1
- 1974 - Sanata y Clarificación - Sanata y Clarificación Volumen 2
- 1974 - Alma y Vida, Volumen 4, RCA
- 1979 - Alejandro Lerner, Sus primeras canciones, Umbral
- 1980 - La Banda, Ruben Rada
- 1980 - Baraj-Barrueco, Nostalgias
- 1980 - Banda de Dino Saluzzi, Bermejo
- 1986 - Vitale-Baraj-González, El Trío
- 1987 - Nebbia - Baraj - Gonzalez, Musiqueros.
- 1991 - Bernardo Baraj Quinteto, Bernardo Baraj Quinteto
- 1995 - Bernardo Baraj Quinteto, Almita, folklore raíz
- 1998 - Bernardo Baraj Quinteto, Milonga borgeana
- 2004 - Con Alfredo Remus y Juanjo Hermida, Tangueando
- 2015 - Primer disco solista - Tal Para Cual (Tango)